# Tony Coton
Pour les articles homonymes, voir Coton.
Ne pas confondre avec Tony Cottee, lui aussi footballeur anglais des années 1980-1990.
Anthony Philip Coton, couramment appelé Tony Coton, est un footballeur puis entraîneur anglais, né le 19 mai 1961 à Tamworth, Angleterre. Évoluant au poste de gardien de but, il est principalement connu pour ses saisons à Birmingham City, Watford et Manchester City ainsi que pour avoir été sélectionné en Angleterre B.

## Biographie

### Carrière de joueur
Natif de Tamworth, Staffordshire, il commence sa carrière comme stagiaire puis comme professionnel à Birmingham City, club de la grande ville de la région, après avoir été formé à Mile Oak Rovers (en). Il joue son premier match de Football League le 27 décembre 1980 contre Sunderland. Fait étonnant, lors de ce match, le tout premier ballon qu'il toucha de sa carrière fut un arrêt sur un penalty, qui avait été sifflé pour Sunderland après seulement 54 secondes de jeu.
Après avoir été remplaçant, il devient le choix n°1 au poste de gardien à partir de la saison 1982-83. Malheureusement, Birmingham City est relégué en Second Division à l'issue de la saison suivante. Coton, qui avait suscité l'intérêt de plusieurs clubs, est transféré alors à Watford pour un montant de 300 000£ et réintègre donc directement la First Division.
À Watford, il s'impose face à son concurrent, Steve Sherwood (en), et est même élu par les supporteurs comme Joueur de la saison de Watford, pour les saisons 1985-86 puis 1986-87. Il choisit de rester dans l'effectif des Hornets même après leur relégation en Second Division à l'issue de la saison 1987-88. Il est élu pour la 3e fois Joueur de la saison de Watford pour la saison 1989-90, ce qui constitue une performance inégalée pour le club. Juste avant le début de la saison 1990-91, il est transféré à Manchester City. Ses 6 saisons à Watford resteront dans les mémoires du club et il sera, en 2004, le 2e joueur à intégrer le Hall of Fame du club après sa création en 2003 et l'intronisation de Luther Blissett, véritable icône du club.
Recruté par Howard Kendall à Manchester City pour une valeur juste inférieure à 1 000 000£ fait de lui l'un des gardiens les plus chers pour l'époque. Il est élu à deux occasions Joueur de l'année par les supporteurs, en 1991-92 et en 1992-93. C'est à cette époque qu'il reçut une sélection en équipe d'Angleterre B. Il reste cinq saisons chez les Citizens terminant à la 5e place lors des deux dernières saisons sous le nom de First Division puis 9e, 16e et 17e pour les trois premières saisons sous le nom de Premier League. Il connait durant cette période deux entraîneurs en plus d'Howard Kendall, Peter Reid et Brian Horton (en). Une blessure, contractée sur la fin de la saison 1994-95, ainsi que la concurrence d'Eike Immel, réduit son temps de jeu et l'incite à quitter le club.
Il s'engage pour le club rival, Manchester United, pour 500 000£, en janvier 1996, ce qui constitue le record pour un transfert entre les deux clubs de Manchester. Recruté pour être la doublure de Peter Schmeichel, il ne joue aucun match avec les Red Devils avant que l'appel du terrain ne soit trop fort et qu'il soit transféré six mois plus tard à Sunderland.
Son début de saison avec Sunderland, qui vient d'être promu en Premier League après avoir remporté le titre en Division One, est impressionnant. Malheureusement, après dix matches de championnat, il se brise la jambe, avec cinq fractures, lors d'un match contre Southampton, blessure très grave qui marque la fin de sa carrière de joueur.
Il rechaussera les crampons officiellement à une occasion, en avril 2004, à 43 ans, en figurant sur la feuille de match (mais sans jouer) pour une rencontre de Conference d'Hereford United qui connaissait une pénurie de gardiens, à cause de multiples blessés. 

### Carrière internationale
En 1992, alors qu'il jouait à Manchester City, il est sélectionné à une occasion en équipe d'Angleterre B.

### Carrière d'entraîneur
De 1997 à 2007, il est l'entraîneur des gardiens de Manchester United. Il y gagne une réputation de très haut niveau et est considéré comme l'une des sommités mondiales à ce poste. En décembre 2007, il quitte son poste pour subir deux opérations du genou en quatre mois et pour s'occuper de sa rééducation. Ses capacités de déplacement réduites l'ont ensuite empêché de reprendre son ancienne activité et il décide de passer à autre chose en devenant agent de joueurs.